# Teoderik Veliki
Teoderik Veliki (gotsko Þiudareiks, latinsko Flavivs Theodericvs, grško Θευδέριχος  [Teudérihos]), pogosto tudi Teodorik, kralj Ostrogotov (475-526), kralj Italskega kraljestva (493–526), regent Vizigotskega kraljestva  (511–526) in podkralj Vzhodnega rimskega cesarstva, * 454, Nežidersko jezero, Norik, † 30. avgust 526, Ravena, Italsko kraljestvo. 
Rojen je bil leta 454 v Panoniji enemu od treh kraljev panonskih Ostrogotov iz rodbine Amalov, Teodemirju, in njegovi konkubini Ereleuvi. Kot talec se je vojaško izobraževal v Konstantinoplu. Leta 475 je nasledil svojega očeta kot vladar panonskih Ostrogotov. Med Zenonovo državljansko vojno se je s svojim ljudstvom preselil v Spodnjo Mezijo, kjer je leta 481 po smrti Teoderika Strabona, vodje traških Ostrogotov, zavladal vsem Ostrogotom.
Vzhodnorimski cesar Zenon (vladal 474–475 in 476–491) mu je podelil naslov patricija in položaj magistra militum. Teoderik je iskal še dodaten dobiček in je pustošil po provincah Vzhodnega rimskega cesarstva ter nazadnje grozil samemu Konstantinoplu.
Leta 488 je Teoderik z Zenonovim dovoljenjem napadel kralja Italije, germanskega federata Odoakra. Odoaker je Zenona izdal in podprl uzurpatorja Leoncija. Po zmagi v tri leta trajajoči vojni je Teoderik osebno ubil Odoakra in se s 100.000 do 200.000 Ostrogoti preselil v Italijo, kjer je ustanovil Ostrogotsko kraljestvo s prestolnico v Raveni. Sprva je zagovarjal ločenost arijanskega ostrogotskega in rimskega prebivalstva, potem pa je začel poudarjati pomen rasne harmonije, čeprav so bile mešane zakonske zveze prepovedane. Poskušal je tudi obnoviti nekdanjo slavo Rimskega cesarstva. Obdobje njegove vladavine v Italiji je bilo prvo mirno in cvetoče obdobje po cesarju Valentinijanu I. (vladal 364-375).

## Ime
Teoderikovo gotsko ime Þiudareiks pomeni "ljudski kralj" ali  "vladar ljudstva".

## Mladost
Teoderik je bil rojen leta 454 ob Nežiderskem jezeru v sedanji Spodnji Avstriji blizu Carnuntuma kralju Teodomirju, ki je vladal skupaj z bratoma Valamirjem in Vidimirjem, in njegovi najljubši konkubini Ereleuvi. Istega leta je Teoderikov stric Valamir pri Nedavi porazil Hune in tako končal njihovo skoraj stoletno nadoblast nad Ostrogoti.
Bizantinski cesar Leon I. Tračan (vladal 457-474) je z Ostrogoti sklenil zavezništvo v zameno za vsakoletno plačilo okoli stotih kilogramov zlata. V okviru pogodbe je bil Teoderik kot talec poslan v Konstantinopel. Čeprav je bil tam deležen dobre vojaške izobrazbe, je ostal zaradi prezira do grštva nepismen.
Veliko se je naučil o bizantinskem sistemu vladanja in vojaških taktikah, kar je s pridom uporabil, ko je postal vladar pomešanih in v veliki meri romaniziranih barbarskih ljudstev.
Pri osemnajstih letih se je vrnil med Ostrogote, ki jim je po Valamirjevi smrti in odhodu Videmirja v Italijo vladal oče Teodomir sam. Teoderik se je kmalu s 6000 prostovoljci spustil po Donavi in premagal, ubil ter oplenil sarmatskega kralja. Po očetovi smrti 475 ga je nasledil na prestolu Amalov.
Užival je naklonjenost cesarja Zenona (vladal 474–475 in 476–491) in leta 483 postal magister militum (poveljnik vojske). Leto kasneje je postal konzul in se kmalu zatem vrnil med Ostrogote. Kot zaveznik Zenona se je Teoderik zapletel v bizantinsko državljansko vojno. Med drugim bi naj napadel Teoderika Straba, vodjo traških Ostrogotov, a ga je le-ta z ognjevitim govorom pred njegovo vojsko prepričal v premirje. Po Strabovi smrti v nesreči s konjem so vsi Ostrogoti priznali Teoderika za vladarja.

## Vladanje
V času, ko so se Ostrogoti kot rimski zavezniki naselili na bizantinskem ozemlju, so se v cesarstvu začeli nemiri, ki jih je Zenon vedno teže obvladoval. Velike težave mu je povzročal italski podkralj Odoaker, ki je prišel na oblast leta 476, saj ni spoštoval pravic italskih državljanov in je začel celo ogrožati bizantinsko ozemlje. Zenon je zato s Teoderikom sklenil sporazum, ki bi koristil obema stranema: Ostrogoti naj bi ukrotili neposlušnega podkralja in v zameno dobili svoj življenjski prostor.
Teoderik je skladno s sporazumom leta 488 napadel Italijo. Leta 489 je zmagal v bitkah pri Soči in Veroni, leta 490 pa še pri Adi. Leta 493 je zavzel Raveno in 2. februarja 493 z Odoakrom sklenil pogodbo, ki je v Italiji zagotovila vladavino obeh kraljev. Na banketu, na katerem naj bi proslavili podpis pogodbe, je po zdravici Teoderik Odoakra ubil. 
Tudi Teoderik je bil samo navidezno podkralj bizantinskega cesarja. Izogibal se je njegovemu nadzoru in kršil njune dogovore in se obnašal, kot da je enakopraven vladar. Za razliko od Odoakra je spoštoval dogovor, po katerem so rimski državljani v njegovem kraljestvu lahko živeli skladno z rimskim pravom in imeli svoje sodstvo. Goti so živel v skladu s svojimi zakoni in običaji. Ko je mestna drhal leta 519 požgala ravensko sinagogo, jo je moralo mesto na Teoderikov ukaz obnoviti na svoje stroške. 
Teoderik je sklepal zavezništva ali na silo podjarmljal druga germanska kraljestva na Zahodu. S poroko z Avdofledo, sestro Klodvika I., se je povezal s Franki, s porokami svojih ženskih sorodnic s princi ali kralji pa z Vizigoti, Vandali in Burgundi. Šibkemu vandalskemu kralju Trasamundu je zagrozil z invazijo in s tem ustavil njegovo vdiranje na svoje ozemlje. Ko je leta 500 s Trasamundom poročil svojo sestro Amalafrido, je za njeno varnost skrbelo 5.000 njegovih vojakov.
Teoderik je bil večino svoje vladavine tudi de facto kralj Vizigotskega kraljestva, ker je po porazu Alarika II. v bitki s Franki leta 507 postal regent za svojega mladoletnega vnuka, vizigotskega kralja Amalarika. Frankom je uspelo Vizigotom odvzeli Akvitanijo, njihovo nadaljnje prodiranje pa je Teoderik preprečil. 
Teoderikovi dosežki so se malo pred njegovo smrtjo začeli podirati. Hčerka Amalasunta, poročena z ostrogotskim princem Evtarikom, je avgusta 522 ali 523 ovdovela, še preden bi Evtarik lahko nasledil Teoderikov vladarski naslov, in dinastična povezava z Ostrogoti se je prekinila.  
Leta 522 je katoliški burgundski kralj Sigismund ubil svojega sina in Teoderikovega vnuka Sergerika. Teoderik se mu je maščeval z napadom na Burgundsko kraljestvo in, verjetno leta 523, k svojemu kraljestvu priključil njegov južni del. Preostalemu delu je pod gotsko zaščito pred Franki zavladal Sigismundov arijanski brat Godomar. Teoderikovo ozemlje je s tem doseglo svoj največji obseg. 
Leta 523 ali 524 je novi katoliški vandalski kralj Hilderik aretiral Amalafrido in pobil njeno gotsko osebno stražo. Teodorik se mu je nameraval maščevati in ponovno vzpostaviti svojo oblast v Vandalskem kraljestvu, vendar je leta 526 umrl.

## Družina
Teoderik je imel v Meziji priležnico, katere ime ni znano. Z njo je imel dve hčerki:
- Teodegoto (okoli 473 – ni znano), katero je Teoderik za utrditev zavezništva z Ostrogoti poročil z Alarikom II., in
- Ostrogoto ali Arevagni (okoli 475 – ni znano), katero je Teoderik za utrditev zavezništva z Burgundi poročil s Sigismundom I. Burgundskim.

Leta 493 se je poročil z Avdofledo, sestro frankovskega kralja Klodvika I., s katero je imel:
- hčerko Amalasunto, gotsko kraljico, poročeno z vizigotskim princem Evtarikom, s katerim je imela dva otroka: 
  - sina Atalarika, ki je leta 526 nasledil svojega starega očeta, in
  - Matasunto, ki je bila  prvič poročena z ostrogotskim kraljem Vitigezom, po njegovi smrti leta 540 pa z bizantinskim generalom in Justinijanovim bratrancem Germanom Justinom. Z nobenim od njiju ni imela otrok, zato so se vsi upi za spravo med Goti in Rimljani v osebi gotsko-rimskega cesarja razblinili.

Teoderika je po smrti leta 526 nasledil vnuk Atalarik. Od leta 526 do njegove polnoletnosti leta 534 je v njegovem imenu vladala mati Amalasunta.
Vizigotsko kraljestvo je po Teoderikovi smrti začelo usihati. Po uporu leta 535 ga je napadel Justinijan I. in ga leta 553 po bitki na Mons Lactarius dokončno osvojil.

## Teoderikov mavzolej
Teoderika so pokopali v Raveni. Po Belizarjevi osvojitvi Ravene leta 540 so njegove kosti raztresli in mavzolej pretvorili v cerkev. Teoderikov mavzolej je eden najlepših spomenikov v Raveni, njegov kip na konju, Regisole, ki je prav tako nekoč krasil mesto, pa so odstranili in nato uničili v času francoske revolucije.

## Vir
- Gibbon, Edward (1910). The Decline and Fall of the Roman Empire. London: David Campbell Publishers Ltd. str. 128. ISBN 1-85715-192-5.

| Teoderik Veliki Rojen: 454 Umrl: 30. avgust 526 |                                    |                                      |
| Vladarski nazivi                                |                                    |                                      |
| Predhodnik: Teodemir                            | Kralj Ostrogotov 476-526           | Naslednik: Atalarik                  |
| Predhodnik: Odoaker                             | Kralj Italskega kraljestva 493-526 | Naslednik: Atalarik                  |
| Predhodnik: Anicij Acilij Aginacij Favst        | Konzul Rimskega cesarstva 484      | Naslednik: Kvint Avrelij Memij Simah |